# Texella reddelli
Texella reddelli är en spindeldjursart. Texella reddelli ingår i släktet Texella och familjen Phalangodidae. Inga underarter finns listade i Catalogue of Life.